# ハイドロタルク石
ハイドロタルク石 (Hydrotalcite) は、炭酸塩鉱物の一種。結晶系は三方晶系。ハイドロタルカイト、ヒドロタルサイト、ヒドロタルシトとも呼ばれる。天然に産出する粘土鉱物の一種である。

## 性質・特徴
層状構造を持ち、層間に陰イオンを取り込む性質を持つ。人工物はこの性質を利用して、制酸剤や塩化ビニールの安定剤としての用途がある。
炭素の放射性同位体をマーカーにした実験では、空気中から1gあたり4ccの二酸化炭素を取り込んで、数日から1週間程度で元々保持していた炭酸イオンと交換している事が判明している。この交換は一方的な吸着や放出ではなく、循環して行われている。この性質は鉱物では初の発見である。また、二酸化炭素より分子径の小さな窒素は取り込まない事も判明している。

## ハイドロタルク石グループ
一般式
M18−xM2x(OH)16CO2·nH2O
で表される複水酸化物で、
M1 = Mg2+, Fe2+, Zn2+, Ca2+, Li2+, Ni2+, Co2+, Cu2+
M2 = Al3+, Fe3+, Mn3+
などの組成が知られる。5 ≤ x ≤ 2 程度といわれる。n ≥ 0（脱水により大きく変わる）。
- デソーテルス石[3] (desautelsite) - Mg6Mn3+2(CO3)(OH)16·4H2O
- ハイドロタルク石 (hydrotalcite) - Mg6Al2(CO3)(OH)16·4H2O
- iowaite - Mg6Fe3+2(OH)16Cl2·4H2O
- パイロオーロ石[3] (pyroaurite) - Mg6Fe3+2(CO3)(OH)16·4H2O
- stichtite - Mg6Cr2(CO3)(OH)16·4H2O
- takovite - Ni6Al2(CO3)(OH)16·4H2O
- wermlandite - Mg7(Ca,Mg)(Al,Fe)2(SO4)2(OH)18·12H2O
- zaccagnaite - Zn4Al2(CO3)(OH)12·3H2O

## 用途・加工法
制酸剤や有機合成における触媒として利用される。

### 制酸剤
制酸剤はアルミニウム、マグネシウム等の化合物で、合成ヒドロタルサイトと呼ばれる。胃酸を中和し、胃粘膜を保護する。効能は下記における制酸。
- 胃潰瘍
- 十二指腸潰瘍
- 胃酸過多
- 急性胃炎
- 慢性胃炎

副作用として、牛乳やカルシウムを含むサプリメントと併用すると、ミルクアルカリ症候群を起こし、頭痛や吐き気、食欲不振を起こすことがある。また、腎機能が悪いと、体内にアルミニウムが蓄積し、アルミニウム脳症などを起こす危険性がある。透析を受けている人には用いない。